# Dobay Lívia
Dobay Lívia (Budapest, 1912. május 15. – Bécs, 2002. július 16.) magyar opera-énekesnő (szoprán).

## Életútja
Zenei tanulmányait a Zeneakadémián végezte Szabados Béla tanítványaként. 1933-ban debütált az Operaházban Nedda szerepében Leoncavallo Bajazzók című operájában. Ugyancsak 1933-ban Bécsben is fellépett a Pillangókisasszonyban és a Bohéméletben. 1956-ban menekülni kényszerült Budapestről, majd egy év múlva véglegesen visszavonult az énekléstől. Pályája során elsősorban Verdi és Puccini műveinek hősnőit alakította. A Magyar Rádió számos opera és operett felvétén is szerepel.

## Főbb szerepei
- Leoncavallo: Bajazzók - Nedda
- Massenet: Thaïs - Thaïs
- Puccini: Bohémélet - Mimi
- Puccini: Pillangókisasszony - Cso-cso szán
- Puccini: Turandot - Liu
- Verdi: Falstaff - Alice Ford
- Weber: A bűvös vadász - Agáta
- Wagner: A Rajna kincse  - Wellgunde
- Wagner: Az istenek alkonya  - Wellgunde